# Crinia tinnula
Crinia tinnula és una espècie de granota de la família Myobatrachidae que viu a Austràlia.

## Descripció física
Aquesta espècie és una petita espècie de granota, fins a 15 mm de longitud. És molt similar a la granota comuna oriental, i només pot ser fàcilment distingida per una ratlla blanca que va de la gola fins a la punta del musell. La seva superfície dorsal és variable, pot variar de gris a marró i és normalment llisa en textura. En la superfície dorsal es pot observar, sense format, però, és normalment de ratlles. La superfície ventral està dèbilment de color marbre blanc i negre.

## Ecologia i comportament
Aquesta espècie es limita als pantans. Els mascles fan un alt grinyol agut i criden durant tot l'any, quan l'aigua està disponible. Els mascles normalment criden des de posicions ocultes a l'herba, mentre que suren en l'aigua. La cria ocorre principalment durant la tardor i l'hivern, i es produeix en grans pantans i estanys temporals que voregen el pantà. Els ous són dipositats individualment en les branques i les fulles en aigua sense gas. Els capgrossos són de color marró amb aletes de la cua en forma d'arc, amb prop del 40 mm de grandària. El desenvolupament del capgròs triga gairebé 6 mesos, amb les granotes metamòrfiques van de 6-11 mm.
Els pantans que aquestes granotes habiten estan cada vegada més amenaçats per la urbanització.